# ساوی‌تایپاله
ساوی‌تایْپاله (به فنلاندی: Savitaipale) یک منطقهٔ مسکونی در فنلاند است که در کارلیای جنوبی واقع شده‌است.